# Quảng Trung, Ba Đồn
Quảng Trung là một xã thuộc thị xã Ba Đồn, tỉnh Quảng Bình, Việt Nam.

## Địa lý
Xã Quảng Trung nằm ven sông Gianh, có vị trí địa lý:
- Phía đông giáp các xã Quảng Tân và Quảng Hải
- Phía tây giáp xã Quảng Tiên
- Phía nam giáp các xã Quảng Sơn và Quảng Thủy
- Phía bắc giáp huyện Quảng Trạch với ranh giới là sông Gianh.

Xã Quảng Trung có diện tích 6,79 km², dân số năm 2019 là 5.559 người, mật độ dân số đạt 818 người/km².

## Hành chính
Xã Quảng Trung được chia thành 4 thôn: Thượng Thôn, Trung Thôn, Biểu lệ, Công Hòa.

## Lịch sử
Trước đây, xã Quảng Trung thuộc huyện Quảng Trạch.
Từ ngày 20 tháng 12 năm 2013, xã trực thuộc thị xã Ba Đồn như hiện nay.

## Danh nhân
- Trung tướng Đồng Sĩ Nguyên